# Grzegorz Śliwka
Grzegorz Śliwka (* 19. April 1982 in Cieszyn) ist ein ehemaliger polnischer Skispringer.

## Werdegang
Śliwka wurde nach dem polnischen Team-Vizemeistertitel 1997 und dem Team-Meistertitel 1998 in den B-Nationalkader aufgenommen und erreichte in der ersten Saison im Skisprung-Continental-Cup fünf Punkte und damit Platz 127 in der Gesamtwertung. 2000 wurde er erstmals für ein internationales Turnier nominiert. Bei der Skiflug-Weltmeisterschaft 2000 in Vikersund schied er als 42. nach dem ersten Durchgang aus.
Nach der Weltmeisterschaft kam er in den Weltcup-Kader und erreichte mit der Mannschaft beim Team-Weltcup am 4. März 2000 in Lahti den siebenten Platz. Beim Einzelweltcup in Oslo eine Woche später verpasste er den zweiten Durchgang und damit auch die Punkteränge. Nachdem er auch in den folgenden Einzelweltcups ohne Punktgewinn blieb, versetzte man ihn erneut in den Continental Cup, wo er nach mehreren Platzierungen unter den besten Zwanzig den 93. Platz in der Gesamtwertung erreichte. Nach einem kurzen erfolglosen Intermezzo im Weltcup im Januar 2002 startete er auch im Februar wieder im Continental Cup. Nach einem guten siebenten Platz in Braunlage konnte er an diese Leistung aber nicht mehr anknüpfen und startete nach mehreren Platzierungen im hinteren Feld nur noch bei FIS-Springen.
Bei der Winter-Universiade 2003 in Tarvis gewann er mit Łukasz Kruczek und Krystian Długopolski die Bronzemedaille im Teamwettbewerb, bevor er 2004 sein letztes internationales Springen absolvierte und nach einem erneuten Vizetitel bei der Polnischen Mannschaftsmeisterschaft 2004 seine Karriere 2005 beendete.
Nach dem Ende seiner Karriere wurde er Trainer beim KS Wisła Ustronianka.